# 金牛座HL
金牛座HL（HL Tau）是位于金牛座分子云TMC-1的一颗距离地球450光年（140秒差距），视星等为15.1的年轻金牛座T型星。其周圍有原行星盘环绕，并根據次毫米波的觀測資料推测其中有行星正在经历形成过程。從它的光度與有效溫度可推測其年齡小於10萬年。金牛座HL附近還有沿著盤面自轉軸噴出噴流，並且噴發物質與鄰近星際雲氣與塵埃相撞的赫比格-哈羅天體HH 150。

## 原行星盤
早在1975年時就首次有天文學家以當時剛發明的銻化銦光電感應器進行波段2到4微米的紅外線光譜觀測結果，推測金牛座HL周圍有原行星盤存在。當時觀測的29顆年輕恆星中，只有金牛座HL出現了預期的強烈3.07微米冰分子吸收譜線。當時觀測者認為這是O–H鍵結的ν1、ν3與2振動頻率。1982年的觀測則確認金牛座HL和金牛座DG、天鷹座V536同為偏極化最高的金牛T星之一。
1986年時，天文學家以一氧化碳發射線干涉觀測方式發現金牛座HL的氣體盤。根據歐文斯谷電波天文台於1985和1986年的毫米波干涉觀測資料，金牛座HL的星周盤直量大約是0.01到0.5倍太陽質量，而最佳擬合值則為0.1倍；而星周盤半徑大約是2000天文單位。星周盤內氣體和塵埃的溫度可能是數十K。星周盤的氣體可保持於盤內進行克卜勒旋轉的質量上限大約是1倍太陽質量。金牛座HL的偶極外向流中已觀測到一氧化碳、氫分子等分子。另外在噴流中也發現了以 Fe(II)，即二價鐵（Fe2+）形式存在的鐵元素。
2014年時，天文學家公開了由阿塔卡瑪大型毫米/次毫米波陣列（ALMA）在次毫米波段觀測的金牛座HL原行星盤影像。影像中可見到數個由縫隙分隔的一系列同心亮環。與HL Tau類似的年輕恆星是誕生於重力塌縮的氣體和微粒塵埃雲中。隨時間過去，剩下的塵埃會黏在一起，變成砂粒、小石頭甚至更大的岩石，落在一層薄薄的盤面上。這些冰凍的石塊會在盤中聚集形成小行星、彗星、甚至行星。但是一旦它們的質量夠大，這些年輕行星將會在盤面造成環、缺口和破洞。目前為止，在2014年11月公開的這張ALMA影像提供的是最清楚的證據，可證明這個過程不只發生，且發生時間比之前預期得更快更早。因為原行星盤演化狀況比先前依照年齡推測所得似乎更為晚期，這代表行星形成的速度可能比先前的預想更快速。ALMA的科學家凯瑟琳·拉哈基斯（Catherine Vlahakis）表示：「當我們首次看到這影像時，相當震驚於該原行星盤的細節極為精細。金牛座HL的年齡不到一百萬年，但看起來盤內已經充滿了形成中的行星。僅僅這個影像就將改寫行星形成理論。」
伊恩·史提芬斯（Ian Stephens）等人於2014年提出，金牛座HL盤內行星吸積率較高可能是因為原行星盤內的複雜磁場。

## 圖集

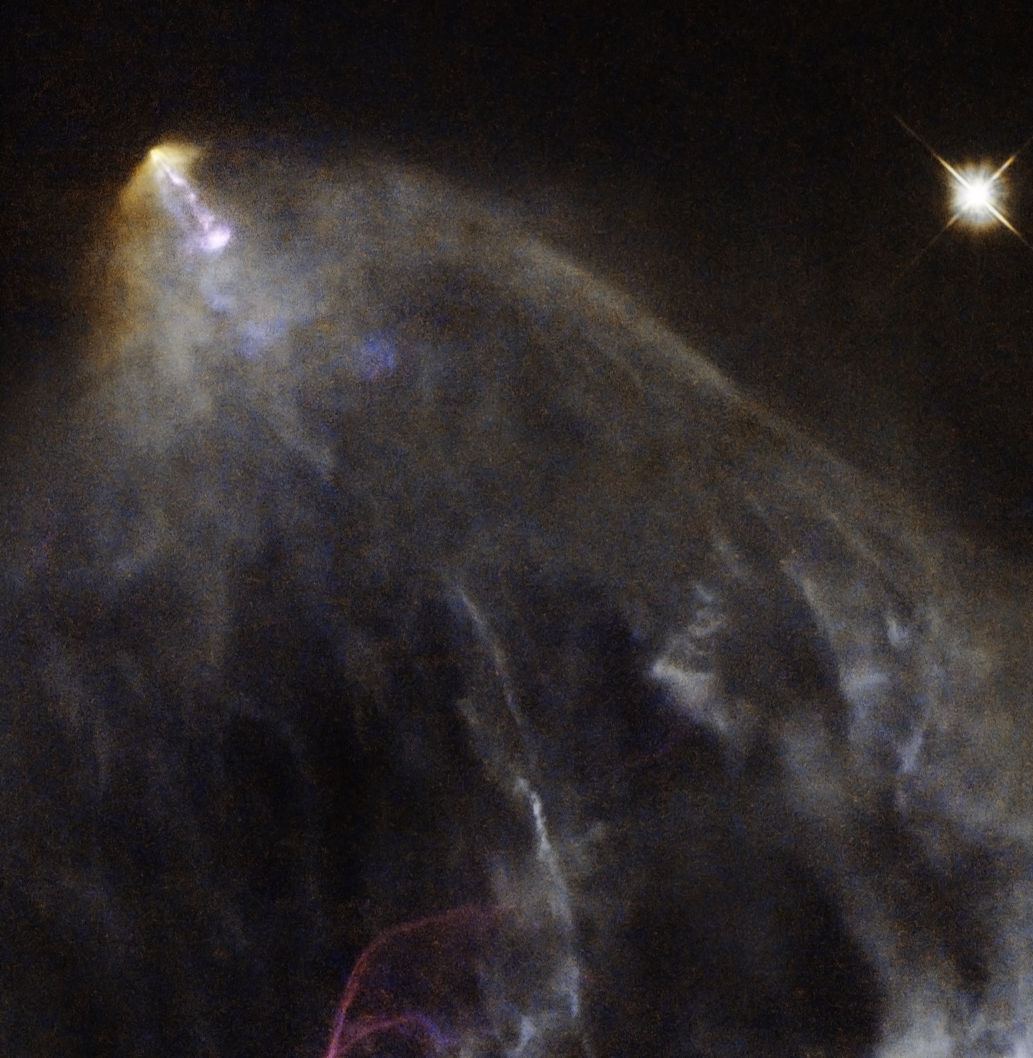
哈伯太空望遠鏡拍攝的廣視野可見光影像，可見到鄰近的赫比格-哈羅天體HH 150[16]。
金牛座分子雲的廣視野影像，金牛座HL視影像中間偏左上方藍色雲氣籠罩區域。